# Zexmenia brachylepis
Zexmenia brachylepis là một loài thực vật có hoa trong họ Cúc. Loài này được (Griseb.) Cabrera miêu tả khoa học đầu tiên năm 1975.